# Папаи, Йоци
Йожеф «Йоци» Па́паи (венг. Pápai József; род. 22 сентября 1981, Тата, медье Комаром-Эстергом, Венгрия) — венгерский певец, актёр, рэпер и гитарист цыганского происхождения, представитель Венгрии на конкурсе песни Евровидение 2017 и конкурсе песни Евровидение 2019.

## Биография
Под влиянием старшего брата-музыканта Папаи начал рано заниматься музыкой. Он находился под влиянием музыки 1960-х и музыки 1970-х годов самых разных жанров: рок, поп, соул и R&B. Публичный дебют Папаи состоялся в 2005 году, когда он был участником второго сезона шоу Megasztár на TV2, выбыв в утешительных раундах, дав интервью Blikk.
Первый большой успех ожидал Папаи после выхода его дебютного альбома Ne nézz így rám. С 2006 года он сотрудничал с рэпером Majka, выпустив с ним два альбома, Nélküled и Nekem az jár, но его самый большой успех пришёл в 2015 году, после выхода альбома Mikor a test örexik всё с тем же Majka. Затем он записал песню Elrejtett világ вместе с Ференцем Мольнаром (псевдоним Caramel) и Zé Szabo. Его последним сотрудничеством с Majka стала поп-фанк-песня Senki más.
8 декабря 2016 года было объявлено, что Папаи будет одним из тридцати участников в 2017 году A Dal 2017, венгерского национального отбора для участия в конкурсе «Евровидение» 2017 года. С написанной им самим песней Origo он вышел в финал и выиграл конкурс, получив право представлять Венгрию на конкурсе «Евровидение 2017». По итогам конкурса он занял 8-е место.

## Дискография
- Ne nézz így rám
- Nélküled (вместе с Majka и Tyson)
- Rabolj el (2011)

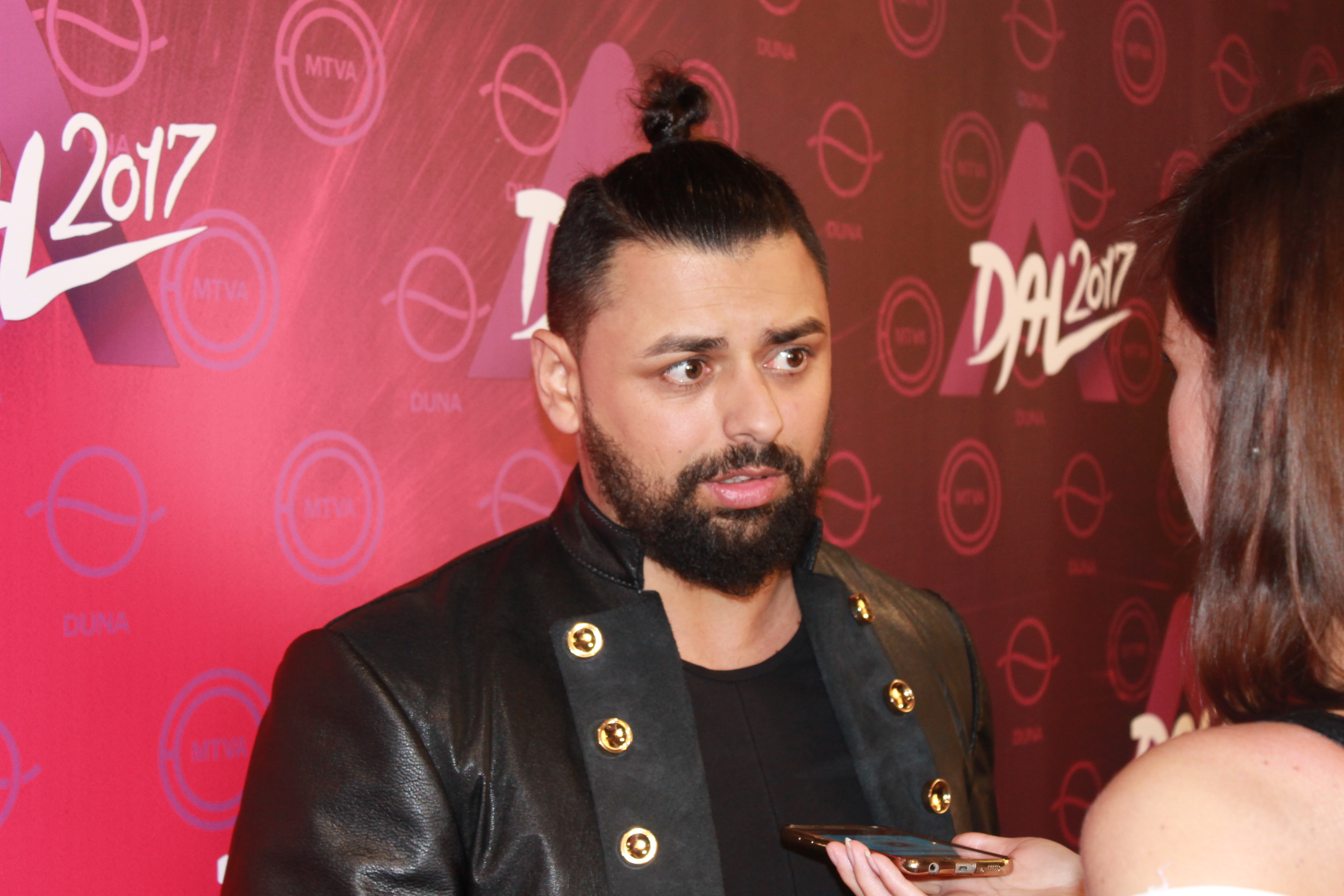
Йоци Папаи даёт интервью после первого полуфинала A Dal 2017, 10 февраля 2017 года

- Nekem ez jár (2013) (вместе с Majka, Curtis и BLR)
- Mikor a test örexik (2015) (вместе с Majka)
- Elrejtett világ (2015) (вместе с Caramel и Zé Szabó)
- Senki más (2016) (вместе с Majka)
- Origo (2016)